# Sierakowice Prawe
Sierakowice Prawe – wieś w Polsce położona w województwie łódzkim, w powiecie skierniewickim, w gminie Skierniewice.
W miejscowości znajduje się cmentarz mariawicki z I połowy XX wieku oraz dawny młyn wodny.
W latach 1975–1998 miejscowość administracyjnie należała do województwa skierniewickiego.